# Isla Robert
La isla Robert es una isla del archipiélago de las islas Shetland del Sur en la Antártida. El estrecho Inglés por el oeste la separa de la isla Greenwich y el estrecho Nelson por el este, la separa de la isla Nelson.
Mide unos 18 km de noroeste a sureste y unos 13 km de noreste a suroeste, se encuentra casi completamente cubierta de hielo permanente y sus costas son acantiladas. Destacan en el litoral la punta Newell al norte, punta Labbé al noreste, punta Robert al sureste, punta Prat al sur, bahía Carlota, península Coppermine (desprovista de hielo permanente, y cuyo extremo es el cabo Morris) y bahía Clothier al oeste.

## Historia
La isla fue avistada por William Smith en octubre de 1819 sin distinguirla de las otras islas cercanas. Fue luego avistada por Edward Bransfield en enero-marzo de 1820 y dibujada por Fabian Gottlieb von Bellingshausen el 25 de enero de 1821 y por cazadores de focas. Fue cartografiada como una isla separada por primera vez por Goddard en 1821 y llamada Roberts Island presumiblemente por Robert Fildes en homenaje a su barco Robert, que cazó focas en las Shetland del Sur en la temporada 1821-1822 hasta su pérdida el 7 de marzo de 1822.
El refugio Luis Risopatrón (62°22′17″S 59°42′53″O / -62.37139, -59.71472) de Chile se ubica en la costa norte de la caleta Coppermine. Fue inaugurado el 20 de marzo de 1949 por la Armada de Chile como refugio naval Coppermine. El 24 de septiembre de 1991, el refugio pasó a denominarse base Luis Risopatrón.

## Área protegida

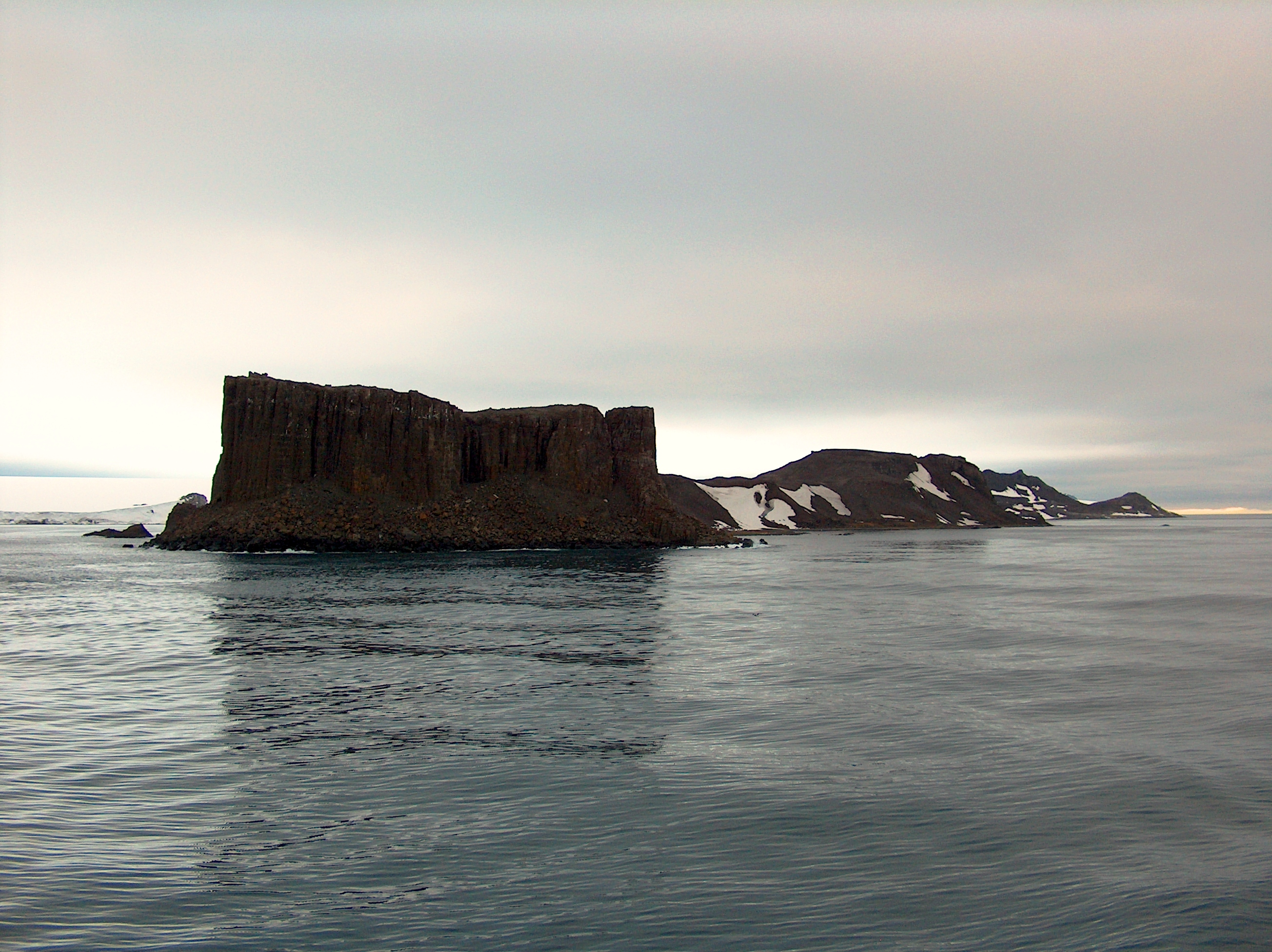
Península Coppermine, Isla Robert en las Islas Shetland del Sur, Antártida.

El refugio Risopatrón está a 100 metros de la Zona Antártica Especialmente Protegida ZAEP n.º 112 Península Coppermine, Isla Robert, Islas Shetland de Sur, bajo propuesta y conservación de Chile, con un régimen de protección ambiental especial bajo el Sistema del Tratado Antártico. La península fue primero designada Zona Especialmente Protegida (ZEP) n.º 16 en 1970 y su primer plan de gestión fue aprobado en 1991. Adquirió su estatus actual en 2002. El área es rica desde el punto de vista biológico y admite una gran variedad de comunidades de plantas con fauna de invertebrados asociada.

## Reclamaciones territoriales
Argentina incluye a la isla en el departamento Antártida Argentina dentro de la provincia de Tierra del Fuego, Antártida e Islas del Atlántico Sur; para Chile forma parte de la comuna Antártica de la provincia Antártica Chilena dentro de la Región de Magallanes y de la Antártica Chilena; y para el Reino Unido integra el Territorio Antártico Británico. Las tres reclamaciones están sujetas a las disposiciones del Tratado Antártico.
Nomenclatura de los países reclamantes:
- Argentina: isla Robert
- Chile: isla Robert
- Reino Unido: Robert Island

## Mapa
- L.L. Ivanov. Antarctica: Livingston Island and Greenwich, Robert, Snow and Smith Islands. Scale 1:120000 topographic map.  Troyan: Manfred Wörner Foundation, 2009.  ISBN 978-954-92032-6-4